# 笑ってヨロシク SHOW by ショーバイ!!
『笑ってヨロシク SHOW by ショーバイ!!』（わらってよろしく ショウ・バイ・ショーバイ!!）は、1989年12月27日の水曜日に日本テレビ系列ほかで単発で放送された『どちら様も!!笑ってヨロシク』と『クイズ世界はSHOW by ショーバイ!!』を合体させた、2時間のクイズスペシャル番組。放送時間は19:00 - 20:54（JST）。
『スーパークイズスペシャル』の前身にあたる。

## 出演者

### 司会
- 逸見政孝 - 『クイズ世界はSHOW by ショーバイ!!』の司会者
- 所ジョージ - 『どちら様も!!笑ってヨロシク』の司会者

### 解答者
- 山城新伍・加賀まりこペア
- 笑福亭鶴瓶・山下真司[1]ペア
- 野沢直子・ジャイアント馬場ペア
- 渡辺正行[2]・清水ミチコペア
- 伊東四朗・相原勇ペア

## 概要
『どちら様も!!笑ってヨロシク』からは早押し形式のクイズを、『クイズ世界はSHOW by ショーバイ!!』からは筆記形式のクイズを、それぞれ出し合い、両番組のレギュラー・準レギュラー出演者がペアとなって、それらの問題に挑んだ。
得点ルールは、『クイズ世界はSHOW by ショーバイ!!』側のショーバイマネー制を採用し、1問ごとに正解ペアはミリオンスロットで出した金額を獲得できた。また、最終問題「いっつみぃのウソつき四択」で正解ペアが挑戦する司会者席のラストスロットでは、スロットで出した金額の2倍を獲得というルールだった。
『どちら様も!!笑ってヨロシク』からは、「スペシャルゲストクイズ」と外国人が不慣れに日本語のフレーズを喋ったり日本の曲を歌っている姿からお題のフレーズや曲を当てるクイズを中心に出題。レギュラー回同様、お手つきは1回休み。
『クイズ世界はSHOW by ショーバイ!!』からは、当時はまだ「何を作っているのでしょうか？」などの早押し形式の問題が確立されていなかった為、全問書き問題から出題。こちらも、レギュラー回では出題されない、『なるほど!ザ・ワールド』の「恋人選び」同様に、外国人に8人の日本の有名人の顔写真を見せてアンケートを行ってその回答を予想する問題も出題された。
この特番専用に新たにセットを組んだものの、使われたのはこの1回限りであった。

## スタッフ
- 企画：小杉善信、吉川圭三
- 構成：豊村剛、松井尚、そーたに、おちまさと、すずまさ、都築浩、安達元一、田中直人（そーたに以降クレジット表記なし）
- 技術：矢島敦
- TD：瀧澤壮治（滝沢壮治）
- カメラ：鈴木康介
- 音声：坂本親保
- 照明：磯部恵一
- 調整：鈴木利之
- 美術：宮沢利忠、荒井亜和
- デザイン：石附千秋
- 広報：小田弘美
- 音効：村田好次
- TK：木村八生子（現:西岡八生子）
- 取材：カメヨ（伊東雅司）
- 演出補：田辺利幸、新田正明
- 編集・MA：東北新社
- ロケ技術：コスモ・スペース、タワーテレビ
- 海外コーディネイト：HIGGINS INTERNATIONAL、NOBUYOSHI TERAO、渡辺正人、YOKO KINOSHITA、ADVANCED VISIONS、ASIA COORDINATION CO.,LTD
- 協力：日本航空、タイトー
- 制作協力：日企、フルハウスTVプロデュース、NCV、三木プロダクション
- ロケディレクター：岩山高彦、千葉昭、礒貝武毅、渡辺明、松井昂史、永原啓一、林田竜一
- 海外プロデューサー：新国誠（フルハウスTVP）、竹村薫（日企）
- 国内プロデューサー：河野直樹（日企）、小松原登（NCV）
- 演出：吉川圭三、菅原正豊（フルハウスTVP）
- プロデューサー：草野公、辻澄子、小杉善信
- 制作：篠崎安雄、金谷勲夫
- 製作著作：日本テレビ

## 関連番組
- どちら様も!!笑ってヨロシク
- クイズ世界はSHOW by ショーバイ!!
- スーパークイズスペシャル
- マジカル頭脳パワー!! - 1993年5月20日に『木曜スペシャル』枠にて『SHOW by ショーバイ!!』と合体スペシャルを放送した事が有る。

| 日本テレビ系列 クイズ長時間スペシャル枠 | 日本テレビ系列 クイズ長時間スペシャル枠                | 日本テレビ系列 クイズ長時間スペシャル枠                                                    |
| 前番組                                  | 番組名                                                 | 次番組                                                                                     |
| --------------------------------------- | ------------------------------------------------------ | ------------------------------------------------------------------------------------------ |
| 無し                                    | 笑ってヨロシク SHOW by ショーバイ!! （1989年12月27日） | スーパークイズスペシャル 第1回は 『4月は人気番組でSHOW by ショーバイ!!』 （1990年4月11日） |